# NGC 6555
NGC 6555 este o galaxie situată în constelația Hercule. A fost descoperită în 29 iunie 1799 de către William Herschel. Se află la o distanță de 34,2 de megaparseci de Pământ.